# Courtauly
Courtauly  (en catalan ou occitan Cortaulin) est une commune française située dans l'Ouest du département de l'Aude et la région Occitanie. Ses habitants sont appelés les Courtaulins.
Sur le plan historique et culturel, la commune fait partie du Razès, un pays historiquement très étendu, qui ne se résume aujourd'hui qu'aux collines de la Malepère et au bas Razès au centre et au sud, limité par le pays de Sault. Exposée à un climat océanique altéré, elle est drainée par l'Ambronne et par divers autres petits cours d'eau.
Courtauly est une commune rurale qui compte 76 habitants en 2022, après avoir connu un pic de population de 324 habitants en 1836. Ses habitants sont appelés les Courtaulins ou  Courtaulines.

## Géographie

### Communes limitrophes
Les communes limitrophes sont  Corbières, La Bezole, Peyrefitte-du-Razès, Pomy, Saint-Benoît, Sonnac-sur-l'Hers et Villelongue-d'Aude.
| Peyrefitte-du-Razès | Pomy         |                    |
| Corbières           | Courtauly    | Villelongue-d'Aude |
| Sonnac-sur-l'Hers   | Saint-Benoît | La Bezole          |

### Géologie et relief
La ville se situe en zone de sismicité 2 (sismicité faible).

### Hydrographie

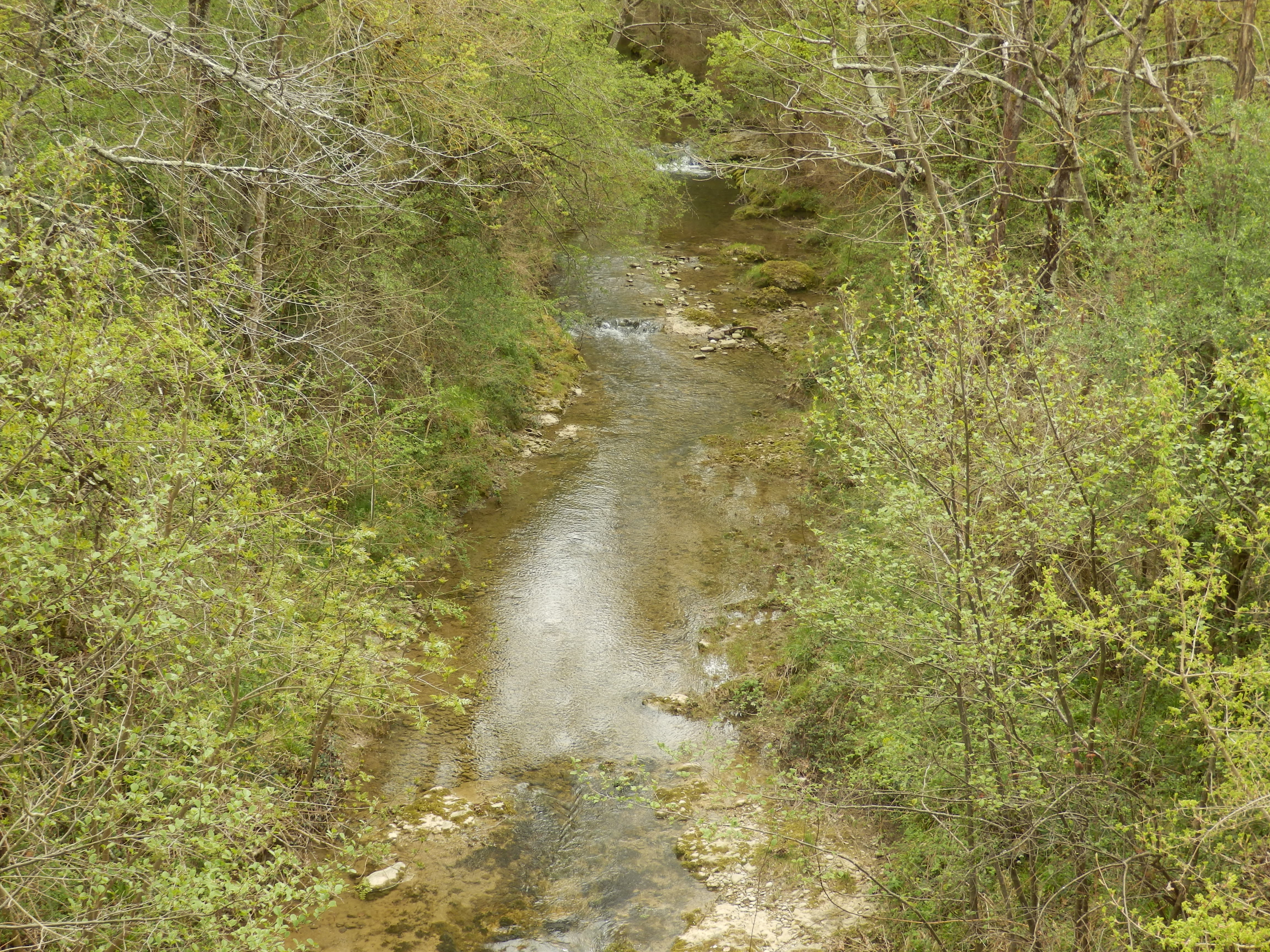
L'Ambronne à Courtauly.

La commune est drainée par l'Ambrone, le ruisseau de Carage, le ruisseau de Portefeuille, le ruisseau de Rivel, le ruisseau du Mont-Falcou et par un petit cours d'eau, qui constituent un réseau hydrographique de 9 km de longueur totale,.
L'Ambronne, d'une longueur totale de 22,38 km, prend sa source dans la commune de Saint-Benoît et s'écoule du sud-est vers le nord-ouest. Il traverse la commune et se jette dans l'Hers-Vif à Moulin-Neuf, après avoir traversé 5 communes.

### Climat
Pour des articles plus généraux, voir Climat de l'Occitanie et Climat de l'Aude.
En 2010, le climat de la commune est de type climat océanique altéré, selon une étude s'appuyant sur une série de données couvrant la période 1971-2000. En 2020, Météo-France publie une typologie des climats de la France métropolitaine dans laquelle la commune est exposée à un climat de montagne ou de marges de montagne et est dans la région climatique Pyrénées orientales, caractérisée par une faible pluviométrie, un très bon ensoleillement (2 600 h/an), un air sec, particulièrement en hiver et peu de brouillards.
Pour la période 1971-2000, la température annuelle moyenne est de 12,2 °C, avec une amplitude thermique annuelle de 15,6 °C. Le cumul annuel moyen de précipitations est de 895 mm, avec 10,5 jours de précipitations en janvier et 5,8 jours en juillet. Pour la période 1991-2020, la température moyenne annuelle observée sur la station météorologique la plus proche, située sur la commune de Saint-Benoît à 3 km à vol d'oiseau, est de 12,5 °C et le cumul annuel moyen de précipitations est de 900,5 mm,. Pour l'avenir, les paramètres climatiques de la commune estimés pour 2050 selon différents scénarios d'émission de gaz à effet de serre sont consultables sur un site dédié publié par Météo-France en novembre 2022.

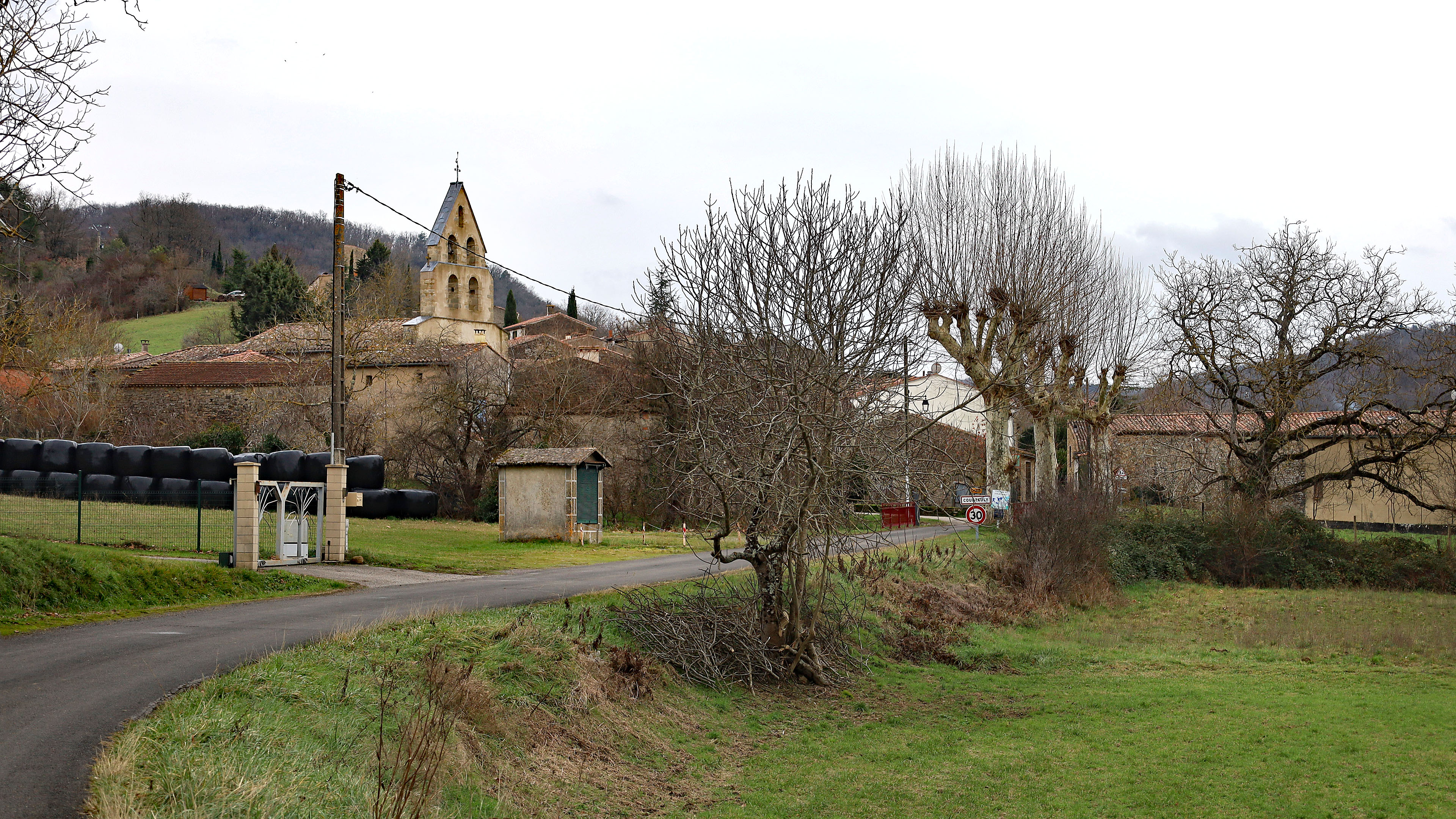

### Milieux naturels et biodiversité
Aucun espace naturel présentant un intérêt patrimonial n'est recensé sur la commune dans l'inventaire national du patrimoine naturel,,.

## Urbanisme

### Typologie
Au 1er janvier 2024, Courtauly est catégorisée commune rurale à habitat très dispersé, selon la nouvelle grille communale de densité à 7 niveaux définie par l'Insee en 2022.
Elle est située hors unité urbaine et hors attraction des villes,.

### Occupation des sols
L'occupation des sols de la commune, telle qu'elle ressort de la base de données européenne d’occupation biophysique des sols Corine Land Cover (CLC), est marquée par l'importance des forêts et milieux semi-naturels (68,6 % en 2018), une proportion identique à celle de 1990 (68,6 %). La répartition détaillée en 2018 est la suivante : forêts (65 %), zones agricoles hétérogènes (26,7 %), prairies (4,6 %), milieux à végétation arbustive et/ou herbacée (3,6 %). L'évolution de l’occupation des sols de la commune et de ses infrastructures peut être observée sur les différentes représentations cartographiques du territoire : la carte de Cassini (XVIIIe siècle), la carte d'état-major (1820-1866) et les cartes ou photos aériennes de l'IGN pour la période actuelle (1950 à aujourd'hui).

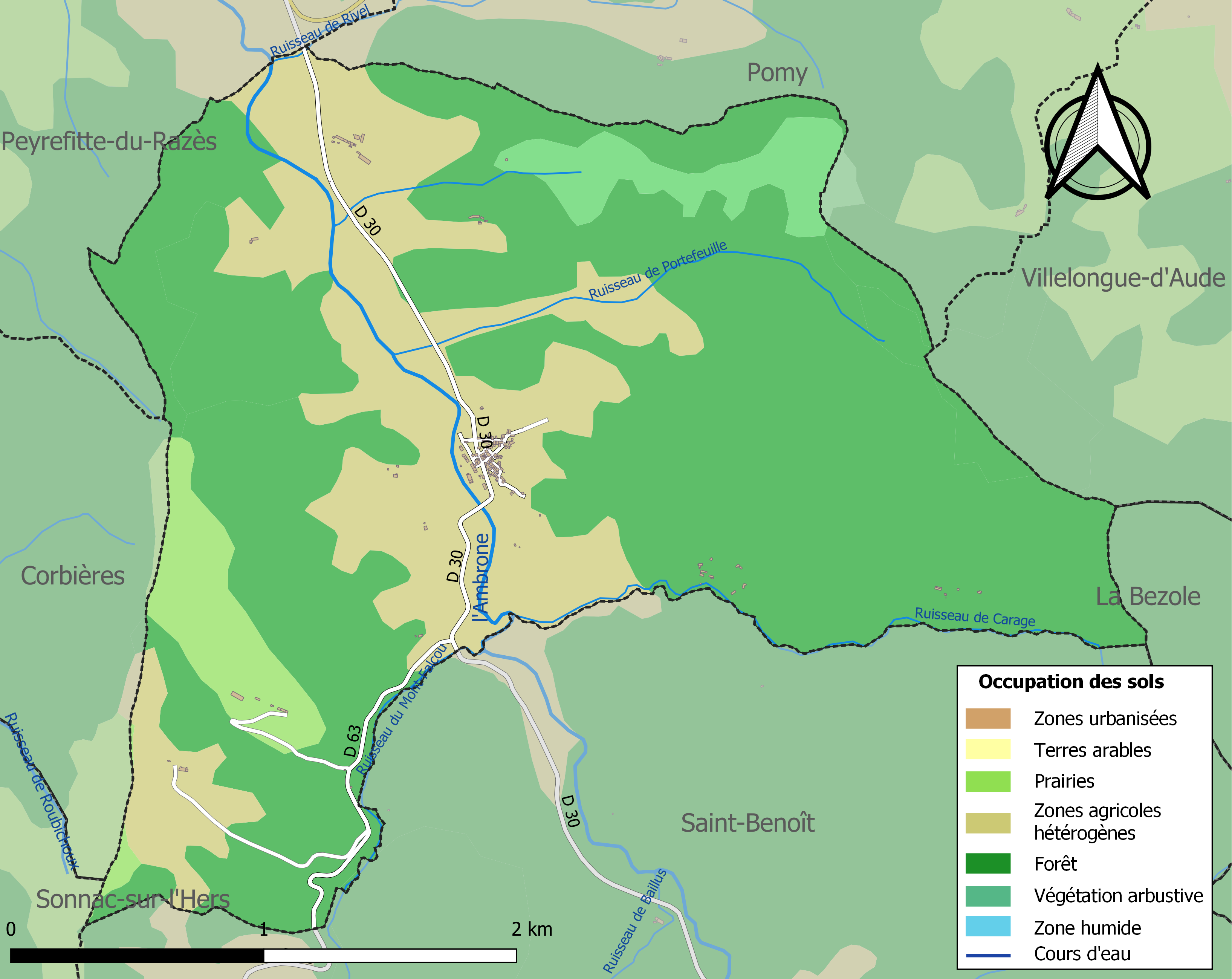
Carte des infrastructures et de l'occupation des sols de la commune en 2018 (CLC).

### Risques majeurs
Le territoire de la commune de Courtauly est vulnérable à différents aléas naturels : météorologiques (tempête, orage, neige, grand froid, canicule ou sécheresse) et séisme (sismicité faible). Un site publié par le BRGM permet d'évaluer simplement et rapidement les risques d'un bien localisé soit par son adresse soit par le numéro de sa parcelle.

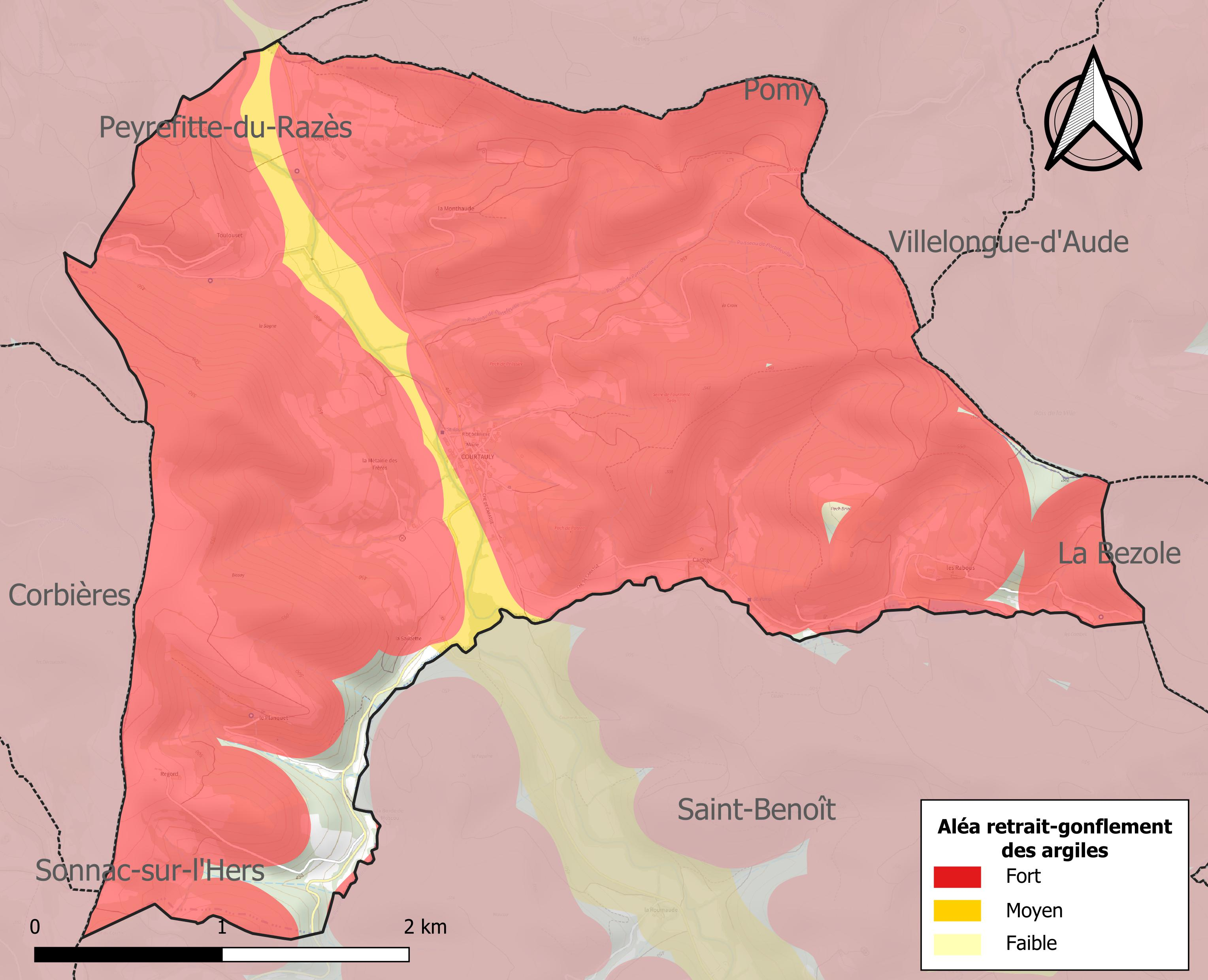
Carte des zones d'aléa retrait-gonflement des sols argileux de Courtauly.

Le retrait-gonflement des sols argileux est susceptible d'engendrer des dommages importants aux bâtiments en cas d’alternance de périodes de sécheresse et de pluie. 96 % de la superficie communale est en aléa moyen ou fort (75,2 % au niveau départemental et 48,5 % au niveau national). Sur les 64 bâtiments dénombrés sur la commune en 2019, 64 sont en aléa moyen ou fort, soit 100 %, à comparer aux 94 % au niveau départemental et 54 % au niveau national. Une cartographie de l'exposition du territoire national au retrait gonflement des sols argileux est disponible sur le site du BRGM,.

## Histoire
Jacques Lemoine écrit dans La Toponymie et la frontière franco-wisigothe du VIe et VIIe siècles sur l’origine de l’ancien village de Courtaulin (Cortaulin en occitan) :
Le mot bas-latin cortis (domaine rural) est propagé par les Francs ; les noms en court sont en grande majorité situés dans la partie franque. Dans la partie franque de l'Aude, les noms suivants sont à retenir : Cortaulin, la Courtète (canton d'Alaigne). La frontière franque est jalonnée par des noms en « court » (Cortaulin), « garde » (Bellegarde), « force » (La Force).
Les Francs ont opéré dans les confins occidentaux de l'Aude d'importants défrichements (...). Il n'est nullement hardi de présumer que les Francs qui furent partout de grands défricheurs, aient attaqué cette vaste région : Feuerville, Fourville, les Bordes, Cortaulin et Villefort, sont les premières étapes du défrichement.
Dans certaines vallées, comme l'Ambronne, le défrichement amorcé par les Gaulois, progresse sous les Mérovingiens (à Courtaulin) et s'achève au Moyen Âge par la main des ecclésiastiques (à Saint-Benoît).
En 1179, Courtaulin devient la seigneurie d'Alaigne : « Acte de 1179 contenant serment de fidélité fait au sieur Rogier, vicomte de Béziers, par dame Escharrone et Rougier Izarn, son mari pour raison des lieux d'Alaigne, Courtaulin, Gaytas et Peyrafitas, qu'ils tenaient de lui en fief. »
Sous l'Ancien Régime, le village est placé dans le diocèse de Mirepoix (Ariège) et la sénéchaussée de Limoux : en 1229, le village, confisqué comme bien hérétique au moment de la croisade contre les Albigeois, est attribué à la seigneurie de Mirepoix, Guy de Lévis, qui en fait un fief familial. En 1300, lors du partage de la seigneurie de Mirepoix, Courtaulin revient à Thibaud de Lévis (baronnie de Lapenne et Montbrun).
Dans L'Histoire de la Bezole de Jacques Lemoine, on lit aussi au sujet du hameau des Rabous, dépendant du village :
Le hameau des Rabous dépendait jadis de Saint-Benoît tout en étant une succursale de Pomy en ce qui concerne son église rurale.
L'étymologie des Rabous est difficile à établir ; vulgairement, c'est toujours la forme Raou, Rahou, qui est employée : s'agit-il d'un dérivé du provençal Raon, roseaux (haut-allemand Rohr) ?
L'état civil des Rabous est tenu par le curé de Pomy depuis 1706 ; les enterrements ont lieu dans le petit cimetière des Rabous ; en revanche, baptêmes et mariages ont lieu à Pomy. C'est une famille Raou qui habite au masage de Raou. Elle a donc pris le nom de l'endroit où elle habite.
Cette famille Raou, s'allie bientôt avec les Denoy. Puis une fille Raou contracte mariage avec Martial Faur, un fils du fermier de Mondésir. Plus tard, en 1757, Joseph Faur, de Courtauly, épouse Marguerite Denoy. Enfin en 1785, les Tisseyré font leur apparition : Jean-Baptiste Tisseyré épouse Jeanne Faur, fille de Martial Faur.
Courtaulin reste dans la mouvance des Lévis jusqu'au début du XVIIIe siècle, le nom de Courtaulin subsistant jusqu'au XVIIe siècle lorsque le village prend alors (avec le hameau des Rabous scellés au village par le jeu des mariages avec les seigneurs de Courtaulin) le nom de Courtauly. Puis, jusqu'à la Révolution, il s'administrera librement comme communauté.

## Politique et administration

### Découpage territorial
La commune de Courtauly est membre de la communauté de communes des Pyrénées audoises , un établissement public de coopération intercommunale (EPCI) à fiscalité propre créé le 30 mai 2013 dont le siège est à Quillan. Ce dernier est par ailleurs membre d'autres groupements intercommunaux.
Sur le plan administratif, elle est rattachée à l'arrondissement de Limoux, au département de l'Aude, en tant que circonscription administrative de l'État, et à la région Occitanie.
Sur le plan électoral, elle dépend du canton de la Haute-Vallée de l'Aude pour l'élection des conseillers départementaux, depuis le redécoupage cantonal de 2014 entré en vigueur en 2015, et de la troisième circonscription de l'Aude  pour les élections législatives, depuis le redécoupage électoral de 1986.

### Liste des maires
| Période                                  | Période      | Identité          | Étiquette | Qualité |
| ---------------------------------------- | ------------ | ----------------- | --------- | ------- |
| 1989                                     | 2003         | Jean-Marie Bergé  |           |         |
| 2003                                     | 2008         | Jean-Louis Costes |           |         |
| 2008                                     | 2012 (décès) | Gérard Joulia     |           |         |
| 2012                                     |              | Gérard Pénando    |           |         |
| Les données manquantes sont à compléter. |              |                   |           |         |

## Démographie
L'évolution du nombre d'habitants est connue à travers les recensements de la population effectués dans la commune depuis 1793. Pour les communes de moins de 10 000 habitants, une enquête de recensement portant sur toute la population est réalisée tous les cinq ans, les populations de référence des années intermédiaires étant quant à elles estimées par interpolation ou extrapolation. Pour la commune, le premier recensement exhaustif entrant dans le cadre du nouveau dispositif a été réalisé en 2008.

En 2022, la commune comptait 76 habitants, en évolution de +10,14 % par rapport à 2016 (Aude : +2,65 %, France hors Mayotte : +2,11 %).
| 1793 | 1800 | 1806 | 1821 | 1831 | 1836 | 1841 | 1846 | 1851 |
| ---- | ---- | ---- | ---- | ---- | ---- | ---- | ---- | ---- |
| 296  | 321  | 319  | 280  | 317  | 324  | 287  | 311  | 323  |

| 1856 | 1861 | 1866 | 1872 | 1876 | 1881 | 1886 | 1891 | 1896 |
| ---- | ---- | ---- | ---- | ---- | ---- | ---- | ---- | ---- |
| 278  | 264  | 215  | 222  | 222  | 251  | 209  | 216  | 196  |

| 1901 | 1906 | 1911 | 1921 | 1926 | 1931 | 1936 | 1946 | 1954 |
| ---- | ---- | ---- | ---- | ---- | ---- | ---- | ---- | ---- |
| 181  | 171  | 161  | 131  | 118  | 112  | 98   | 113  | 93   |

| 1962 | 1968 | 1975 | 1982 | 1990 | 1999 | 2006 | 2008 | 2013 |
| ---- | ---- | ---- | ---- | ---- | ---- | ---- | ---- | ---- |
| 72   | 76   | 66   | 61   | 64   | 73   | 74   | 74   | 72   |

| 2018 | 2022 | - | - | - | - | - | - | - |
| ---- | ---- | - | - | - | - | - | - | - |
| 76   | 76   | - | - | - | - | - | - | - |

## Économie

### Emploi
| Division       | 2008   | 2013   | 2018   |
| -------------- | ------ | ------ | ------ |
| Commune        | 4,2 %  | 9,8 %  | 13,3 % |
| Département    | 10,2 % | 12,8 % | 12,6 % |
| France entière | 8,3 %  | 10 %   | 10 %   |

En 2018, la population âgée de 15 à 64 ans s'élève à 45 personnes, parmi lesquelles on compte 60 % d'actifs (46,7 % ayant un emploi et 13,3 % de chômeurs) et 40 % d'inactifs,. En  2018, le taux de chômage communal (au sens du recensement) des 15-64 ans est supérieur à celui du département et de la France, alors qu'en 2008 la situation était inverse.
La commune est hors attraction des villes,. Elle compte 14 emplois en 2018, contre 4 en 2013 et 8 en 2008. Le nombre d'actifs ayant un emploi résidant dans la commune est de 22, soit un indicateur de concentration d'emploi de 63,7 % et un taux d'activité parmi les 15 ans ou plus de 43,8 %.
Sur ces 22 actifs de 15 ans ou plus ayant un emploi, 12 travaillent dans la commune, soit 55 % des habitants. Pour se rendre au travail, 86,4 % des habitants utilisent un véhicule personnel ou de fonction à quatre roues, 13,6 % s'y rendent en deux-roues, à vélo ou à pied et.

### Activités hors agriculture
13 établissements sont implantés  à Courtauly au 31 décembre 2019.
Le secteur du commerce de gros et de détail, des transports, de l'hébergement et de la restauration est prépondérant sur la commune puisqu'il représente 38,5 % du nombre total d'établissements de la commune (5 sur les 13 entreprises implantées  à Courtauly), contre 32,3 % au niveau départemental.

### Agriculture
|                                   | 1988 | 2000 | 2010 |
| --------------------------------- | ---- | ---- | ---- |
| Exploitations                     | 11   | 7    | 4    |
| Superficie agricole utilisée (ha) | 428  | 303  | nd   |

La commune fait partie de la petite région agricole dénommée « Razès ». Quatre exploitations agricoles ayant leur siège dans la commune sont dénombrées lors du recensement agricole de 2010 (onze en 1988).

## Culture locale et patrimoine

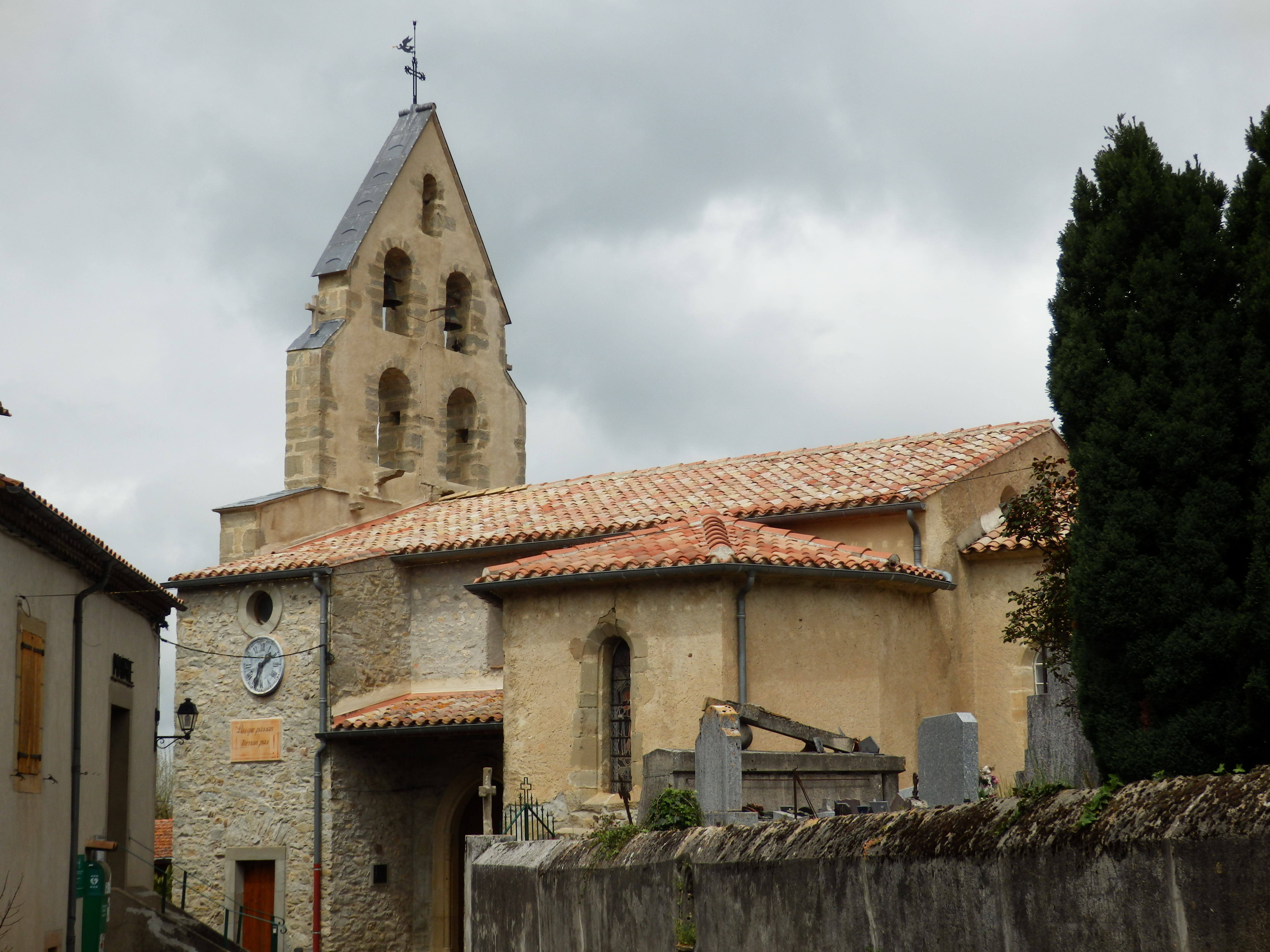
Église de Courtauly en 2019.

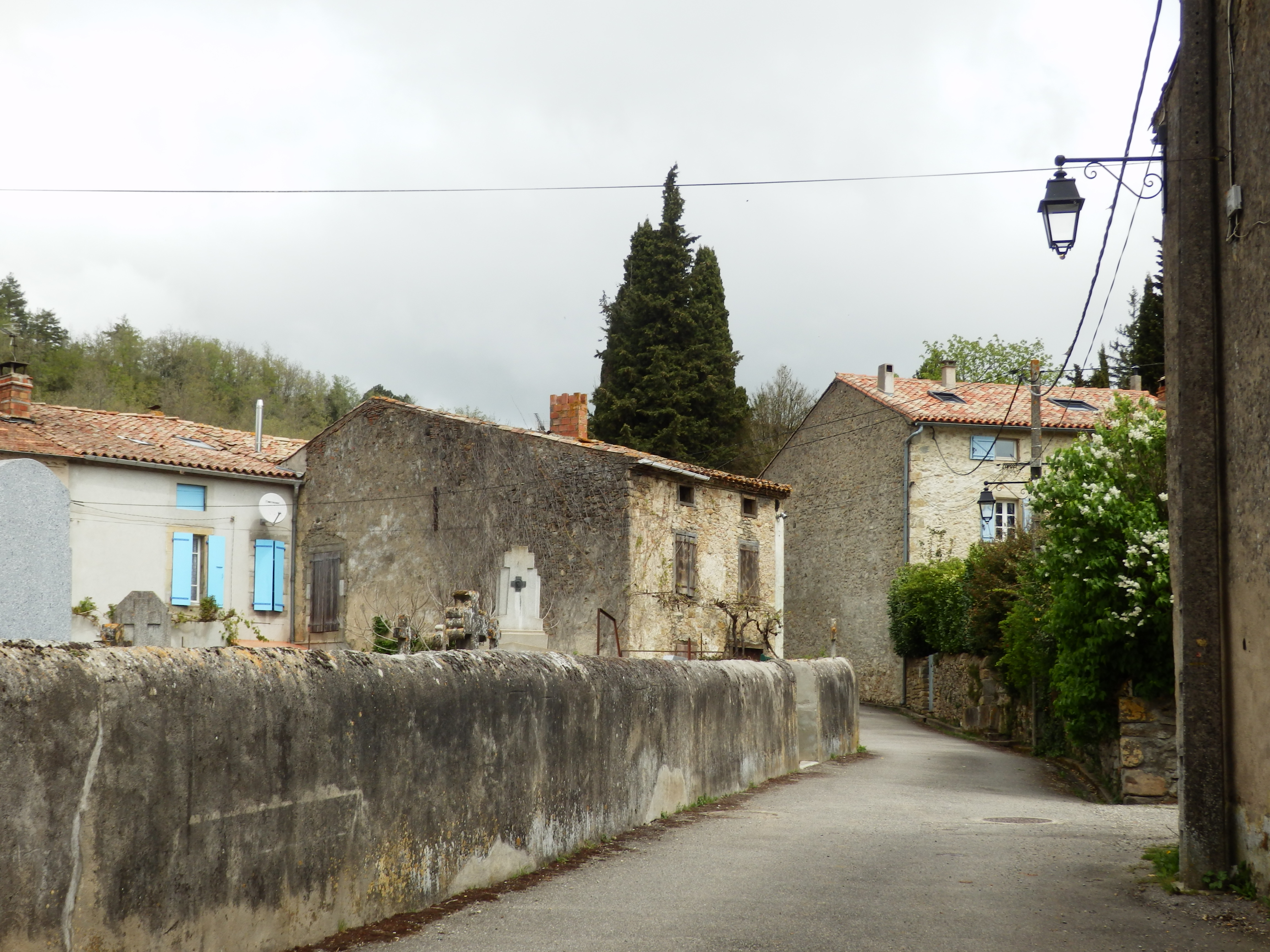
Cimetière de Courtauly.

### Lieux et monuments
- Église de l'Assomption de Courtauly. L'église à simple nef rectangulaire avec à l’ouest un clocher-mur ouvert de 5 arcades et à l’est. La voûte de l’église est datée de 1558. Le clocher a été rénové en 2017 avec un soutien de 8000 euros de la Fondation pour la sauvegarde de l’art français.

### Héraldique
| Blason | Blasonnement : D'or aux deux barres de sinople, au chef du même. |